# Oridryas
Oridryas is een geslacht van vlinders van de familie stippelmotten (Yponomeutidae).

## Soorten
- O. angarensis Caradja, 1939
- O. isalopex Edward Meyrick, 1938
- O. mienshanensis Caradja, 1939